# Arion (Gattung)
Die Gattung Arion ist die namengebende Gattung der Familie der Wegschnecken (Arionidae) aus der Unterordnung der Landlungenschnecken (Stylommatophora). Es handelt sich um eine artenreiche Gattung von kleinen bis großen Nacktschnecken. Die Arten sind oft sehr ähnlich und schwierig zu bestimmen.

## Merkmale
Die Arten der Gattung Arion sind ausgestreckt bis max. etwa 20 cm lang. Das Atemloch liegt vor der Mitte des Mantelschildes. Es ist kein Kiel vorhanden. Über der Schwanzspitze sitzt eine Schleimdrüse. Das Gehäuse ist bis auf ein paar Kalkkörper meist völlig reduziert.

## Fortpflanzung
Die Tiere sind Zwitter und befruchten sich gegenseitig. Die Partner umschlingen sich und führen die Epiphalli (Bildungsorgan der Spermien) wechselseitig in die Geschlechtsöffnung ein und übertragen die Spermatophoren (Samenpakete) innerlich. Die je nach Art bis zu 400 Eier werden in einem oder mehreren Gelegen im Boden abgelegt.

## Lebensweise und Vorkommen
Die Arten der Gattung Arion waren ursprünglich mit wenigen Ausnahmen auf Europa beschränkt. Arion sibiricus kommt, wie schon der Name impliziert, in Nordasien vor. Viele Arten sind heute aber fast weltweit in den gemäßigten Breiten verschleppt worden. Alle Arten der Gattung sind Pflanzenfresser, die aber auch Aas fressen. Einige Arten können bei hohen Populationsdichten auch als Schädlinge an Nutzpflanzen wahrgenommen werden, besonders die Spanische Wegschnecke (Arion vulgaris).

## Systematik
Die Gattung Arion wird von manchen Autoren in vier Untergattungen unterteilt. Diese Untergliederung wird von anderen Autoren nicht benutzt oder als unbefriedigend eingestuft.
- Untergattung Arion (Arion) Férussac, 1819.
  - Schwarze Wegschnecke (Arion (Arion) ater (Linné, 1758))
  - Arion (Arion) flagellus Collinge, 1893
  - Arion (Arion) franciscoloi Boato, Bodon & Giusti, 1983
  - Arion (Arion) fuligineus Morelet, 1854
  - Arion (Arion) isseli Lessona & Pollonera, 1882
  - Arion (Arion) lusitanicus Mabille, 1868
  - Arion (Arion) magnus Torres Minguez, 1923
  - Rote Wegschnecke (Arion (Arion) rufus (Linné, 1758))
  - Spanische Wegschnecke (Arion (Arion) vulgaris Moquin-Tandon, 1858)
- Untergattung Arion (Carinarion) P. Hesse, 1926.
  - Graue Wegschnecke (Arion (Carinarion) circumscriptus Johnston, 1828)
  - Gelbstreifige Wegschnecke (Arion (Carinarion) fasciatus (Nilsson, 1823))
  - Wald-Wegschnecke (Arion (Carinarion) silvaticus Lohmander, 1937)
- Untergattung Arion (Kobeltia) Seibert, 1873.
  - Alpen-Wegschnecke (Arion (Kobeltia) obesoductus Reischütz, 1973)(= Arion alpinus auct.[3])
  - Arion (Kobeltia) anthracius Bourguignat, 1886
  - Gemeine Wegschnecke (Arion (Kobeltia) distinctus Mabille, 1868)
  - Arion (Kobeltia) fagophilus De Winter, 1986
  - Garten-Wegschnecke (Arion (Kobeltia) hortensis Férussac, 1819)
  - Kleine Wegschnecke (Arion (Kobeltia) intermedius Normand, 1852)(= Arion alpinus Pollonera, 1887[3])
  -  Arion (Kobeltia) owenii Davies, 1979
  -  Arion (Kobeltia) occultus Anderson, 2004
  - Arion (Kobeltia) vejdowskyi Babor & Kostal, 1893
  - Arion (Kobeltia) wiktori Parejo & Martin, 1990
- Untergattung Arion (Mesarion) P. Hesse, 1923.
  - Arion (Mesarion) atripunctatus Dumont & Mortillet, 1853
  - Arion (Mesarion) baeticus Garrido, Castillejo & Iglesias, 1994
  - Moor-Wegschnecke (Arion (Mesarion) brunneus Lehmann, 1862)
  - Arion (Mesarion) euthymeanus Florence, 1886
  - Braune Wegschnecke (Arion (Mesarion) fuscus (O. F. Müller, 1774))
  - Arion (Mesarion) gilvus Torres Mínguez, 1925
  - Arion (Mesarion) hispanicus Simroth, 1886
  - Arion (Mesarion) iratii Garrido, Castillejo & Iglesias, 1995
  - Arion (Mesarion) lizarrustii Garrido, Castillejo & Iglesias, 1995
  - Arion (Mesarion) molinae Garrido, Castillejo & Iglesias, 1995
  - Arion (Mesarion) nobrei Pollonera, 1889
  - Arion (Mesarion) paularensis Wiktor & Parejo, 1989
  - Arion (Mesarion) ponsi Quintana Cardona, 2007[4]
  - Simroths Wegschnecke (Arion (Mesarion) simrothi Künkel, 1909)
  - Hellbraune Wegschnecke (Arion (Mesarion) subfuscus (Draparnaud, 1805))
  - Arion (Mesarion) urbiae De Winter, 1986